# Bupleurum brachiatum
Bupleurum brachiatum là một loài thực vật có hoa trong họ Hoa tán. Loài này được K.Koch ex Boiss. mô tả khoa học đầu tiên năm 1872.